# Konjički šport na OI 2016.
Konjički šport na OI 2016. u Rio de Janeiru održao se od 7. do 19. kolovoza u Centro Olímpico de Hipismou u Rio de Janeiru. Sudjelovali su jahači iz 43 države, po prvi puta svoje predstavnike su imali Tajvan, Dominikanska Republika, Palestina, Katar i Zimbabve.

## Osvajači odličja
| Kategorija                                   | Zlato | Srebro | Bronca |
| Pojedinačna dresura                          | Charlotte Dujardin na Valegro Ujedinjeno Kraljevstvo | Isabell Werth na Weihegold Old Njemačka                                                                                                | Kristina Bröring-Sprehe na Desperados FRH Njemačka                                                                                        |
| Ekipna dresura                               | Njemačka Sönke Rothenberger na Cosmo Dorothee Schneider on Showtime FRH Kristina Bröring-Sprehe na Desperados FRH Isabell Werth na Weihegold Old                | Ujedinjeno Kraljevstvo Spencer Wilton na Super Nova II Fiona Bigwood na Orthilia Carl Hester na Nip Tuck Charlotte Dujardin na Valegro | SAD Allison Brock na Rosevelt Kasey Perry-Glass na Dublet Steffen Peters na Legolas 92 Laura Graves na Verdades                           |
| Pojedinačno preskakanje prepreka             | Nick Skelton Ujedinjeno Kraljevstvo | Peder Fredricson Švedska | Eric Lamaze Kanada |
| Ekipno preskakanje prepreka                  | Francuska Philippe Rozier na Rahotep de Toscane Kevin Staut na Rêveur de Hurtebise Roger-Yves Bost na Sydney une Prince Pénélope Leprevost na Flora de Mariposa | SAD Kent Farrington na Voyeur Lucy Davis na Barron McLain Ward na Azur Elizabeth Madden on Cortes'C'                                   | Njemačka Christian Ahlmann na Taloubet Z Meredith Michaels-Beerbaum na Fibonacci Daniel Deusser na First Class Ludger Beerbaum na Casello |
| Svestrana upotrebljivost konja (pojedinačno) | Michael Jung na Sam FBW Njemačka | Astier Nicolas na Piaf de B'Neville Francuska                                                                                          | Phillip Dutton na Mighty Nice SAD |
| Svestrana upotrebljivost konja (ekipno)      | Francuska Karim Laghouag na Entebbe Thibaut Vallette na Qing du Briot Mathieu Lemoine na Bart L Astier Nicolas na Piaf de B'Neville                             | Njemačka Julia Krajewski na Samourai du Thot Sandra Auffarth na Opgun Louvo Ingrid Klimke na Hale-Bob Old Michael Jung na Sam FBW      | Australija Shane Rose na CP Qualified Stuart Tinney na Pluto Mio Sam Griffiths na Paulank Brockagh Chris Burton na Santano II             |